# Світова реферативна база ґрунтових ресурсів

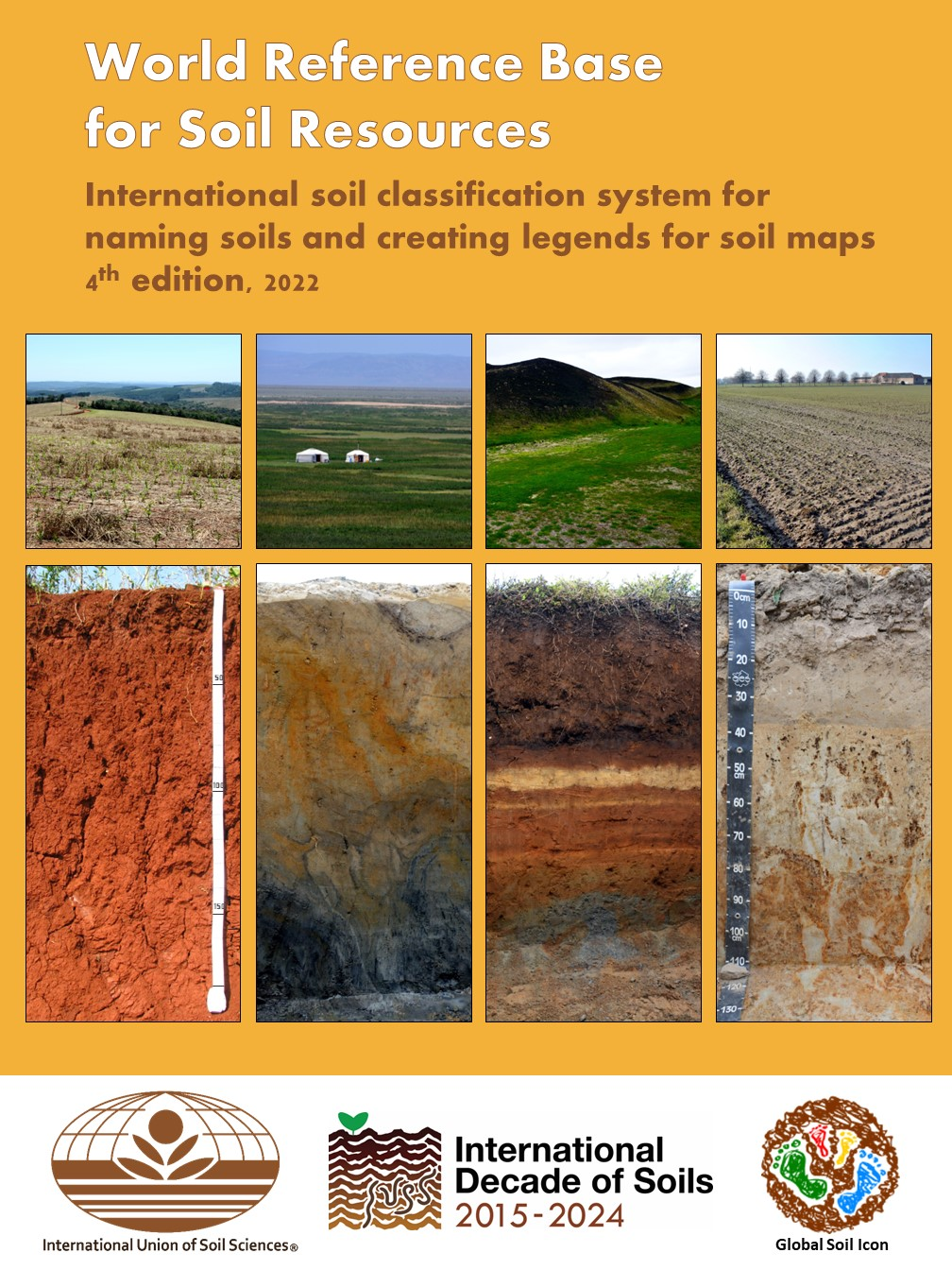
WRB, 4th edition (2022)

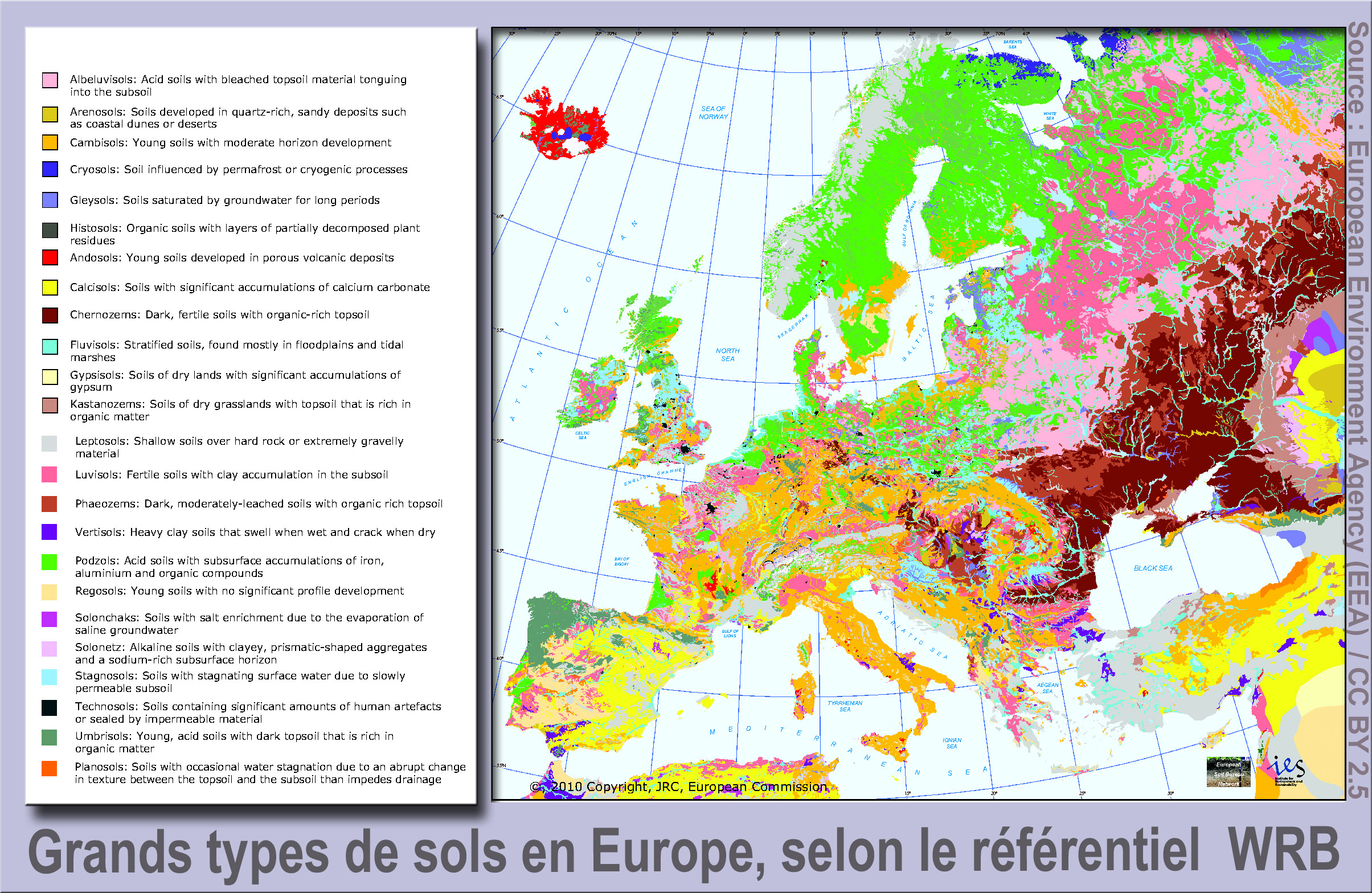
Основні ґрунтові групи Європи у системі WRB

Світова реферативна база ґрунтових ресурсів (англ. World Reference Base for Soil Resources, WRB) — міжнародний стандарт таксономічної класифікації ґрунтів, схвалений Міжнародним товариством ґрунтознавців для ґрунтової кореляції та інтернаціонального співробітництва.
WRB є результатом багаторічної співпраці великої групи авторів, співробітництва і логістичної підтримки Міжнародного ґрунтового реферативного й інформаційного центру (ISRIC — World Soil Information), Організації ООН з питань продовольства та сільського господарства.
WRB запозичує сучасні концепцій класифікації ґрунтів, у тому числі Soil Taxonomy, легенду для ґрунтової карти світу 1988 року, французькі та російські поняття, базуючись головним чином на ґрунтовій морфології, що відображає процес ґрунтоутворення.
WRB є конструкцією, що дозволяє пристосувати будь-яку національну класифікацію. Вона містить два ряди категорій:
- Реферативну базу з 32 реферативних ґрунтових груп (РГГ), в якій ґрунти диференційовані в основному відповідно до основного процесу ґрунтоутворення, що сформував характерні риси ґрунтів (крім випадків, коли головне значення мають специфічні ґрунтоутворюючі породи)
- Систему класифікації WRB, що базується на додаванні до РГГ суфіксних і префіксних кваліфікаторів для характеристики і класифікації індивідуальних профілів.

## Реферативні ґрунтові групи WRB
| 1.  | Органогенні ґрунти із заданими параметрами вмісту і залягання органічного матеріалу                    | Гістосолі (HS)        | Histosols    |
| 2.  | Ґрунти, властивості яких сформувались під впливом людської діяльності                                  |                       |              |
|     | Ґрунти з ознаками тривалого та інтенсивного сільськогосподарського використання:                       | Антросолі (AT)        | Anthrosols   |
|     | Ґрунти, що вміщують багато включень:                                                                   | Техносолі (TC)        | Technosols   |
| 3.  | Ґрунти з коротким горизонтом дрібнозему через вічну мерзлоту або кам'янистість                         |                       |              |
|     | Мерзлотні мінеральні ґрунти:                                                                           | Кріосолі (CR)         | Cryosols     |
|     | Слаборозвинені на щільних чи сильно карбонатних породах:                                               | Лептосолі (LP)        | Leptosols    |
| 4.  | Ґрунти, властивості яких сформувалися під впливом вод                                                  |                       |              |
|     | Ґрунти, утворені на глинах, що набухають:                                                              | Вертисолі (VR)        | Vertisols    |
|     | Заплави, припливні болота:                                                                             | Флювісолі (FL)        | Fluvisols    |
|     | Лужні ґрунти з високим вмістом вбирного натрію:                                                        | Солонці (SN)          | Solonetz     |
|     | Ґрунти з високим вмістом розчинних солей:                                                              | Солончаки (SC)        | Solonchaks   |
|     | Ґрунти з глейовим горизонтом:                                                                          | Глейсолі (GL)         | Gleysols     |
| 5.  | Ґрунти, ознаки яких визначені особливостями мінеральної частини (хімією Fe/Al)                         |                       |              |
|     | Ґрунти на вулканічних відкладах з високим вмістом вулканічного скла і аморфного колоїдного матеріалу : | Андосолі (AN)         | Andosols     |
|     | Кислі ґрунти із елювіально-ілювіальною диференціацією Al і/або Fe:                                     | Підзоли (PZ)          | Podzols      |
|     | Ґрунти з акумуляцією Fe в гігроморфних умовах:                                                         | Плінтосолі (PT)       | Plinthosols  |
|     | Глибокі червоні тропічні ґрунти з високим вмістом глини, сильно структуровані:                         | Нітісолі (NT)         | Nitisols     |
|     | Сильно вивітрені з домінуванням каолініту і півтораоксидів:                                            | Феральсолі (FR)       | Ferralsols   |
| 6.  | Ґрунти із застійною водою                                                                              |                       |              |
|     | Розшаровані ґрунти із знебарвленим верхнім і щільним мало водопроникним нижнім горизонтам:             | Планосолі (PL)        | Planosols    |
|     | Диференційовані або плямисті ґрунти через відновні процеси без типового глею (псевдоглеї) (:           | Стагносолі (ST)       | Stagnosols   |
| 7.  | Ґрунти з акумуляцією органічної речовини (molik горизонт) і насичені основами                          |                       |              |
|     | Типовий molik:                                                                                         | Чорноземи (CH)        | Chernozems   |
|     | Перехід до сухого клімату (горизонти акумуляції гумусу і карбонатів):                                  | Каштанові ґрунти (KS) | Kastanozems  |
|     | Перехід до вологого клімату (без карбонатної акумуляції):                                              | Феоземи (PH)          | Phaeozems    |
| 8.  | Накопичення менш розчинних солей або нетоксичних речовин                                               |                       |              |
|     | Гіпсу:                                                                                                 | Гіпсісолі (GY)        | Gypsisols    |
|     | Кремнезему:                                                                                            | Дурісолі (DU)         | Durisols     |
|     | Карбонату кальцію:                                                                                     | Кальцісолі (CL)       | Calcisols    |
| 9.  | Ґрунти із текстурною диференціацією за рахунок розподілу глини                                         |                       |              |
|     | З відбіленим підповерхневим і глинистим ілювіальним горизонтом:                                        | Альбелювісолі (AB)    | Albeluvisols |
|     | Ненасичені основами, погано дреновані із щільним горизонтом з високо активною глиною:                  | Алісолі (AL)          | Alisols      |
|     | Ненасичені основами, збагачені алюмінієм в вологому тропічному кліматі з низько активною глиною:       | Акрісолі (AC)         | Acrisols     |
|     | Насичені основами, диференційовані за вмістом високо активної глини в гумідному помірному кліматі:     | Лювісолі (LV)         | Luvisols     |
|     | Насичені основами, диференційовані за вмістом низько активної глини в тропіках:                        | Ліксісолі (LX)        | Lixisols     |
| 10. | Молоді ґрунти із слаборозвинутим профілем                                                              |                       |              |
|     | Переважно кислі на гірських схилах з темним верхнім горизонтом:                                        | Умбрісолі (UM)        | Umbrisols    |
|     | Піщані ґрунти:                                                                                         | Ареносолі (AR)        | Arenosols    |
|     | Помірно розвинуті ґрунти:                                                                              | Камбісолі (CM)        | Cambisols    |
|     | Ґрунти слаборозвинуті:                                                                                 | Регосолі (RG)         | Regosols     |